# Kechrókampos
Kechrókampos (Kechrokampos) är en ort i Grekland.   Den ligger i prefekturen Nomós Kaválas och regionen Östra Makedonien och Thrakien, i den nordöstra delen av landet, 400 km norr om huvudstaden Aten. Kechrókampos ligger 367 meter över havet och antalet invånare är 359.
Terrängen runt Kechrókampos är lite bergig. Runt Kechrókampos är det mycket glesbefolkat, med 4 invånare per kvadratkilometer. Närmaste större samhälle är Chrysoúpolis, 19,6 km söder om Kechrókampos. I omgivningarna runt Kechrókampos växer i huvudsak blandskog.